# Bou Meng
(Bou Meng, tratto dal libro di Huy Vannak Bou Meng: A Survivor From Khmer Rouge Prison S-21, Justice for the Future Not Just for the Victims (2010))
Bou Meng (Provincia di Kampong Cham, 1941) è un artista e scrittore cambogiano.
Il suo nome in cambogiano è (KM)  វ៉ប៊ូម៉េង (bou meng).È uno di soli sette sopravvissuti adulti all'imprigionamento per opera del regime degli khmer rossi all'interno del campo S-21 di Tuol Sleng, dove almeno 20000 persone (in massima parte cambogiani) furono inviate per la tortura e l'esecuzione.
Bou Meng fu arrestato con sua moglie, Ma Yoeun, nel 1976 ed entrambi furono portati nel centro di detenzione e tortura S-21; furono separati e da allora non si rividero più. Bou Meng fu torturato per settimane, in molti modi (scariche elettriche, frustate con canne di bamboo, vimini, mazze d'acciaio di alberi di trasmissione, ecc.) e fu costretto a confessare cose non vere. Fu risparmiato dall'essere ucciso solo perché era un pittore molto dotato. Sua moglie, secondo quanto scritto nell'archivio del campo di Tuol Sleng, fu torturata e uccisa il 16 agosto 1977. I loro figli finirono in una serie di centri per bambini e morirono di fame.

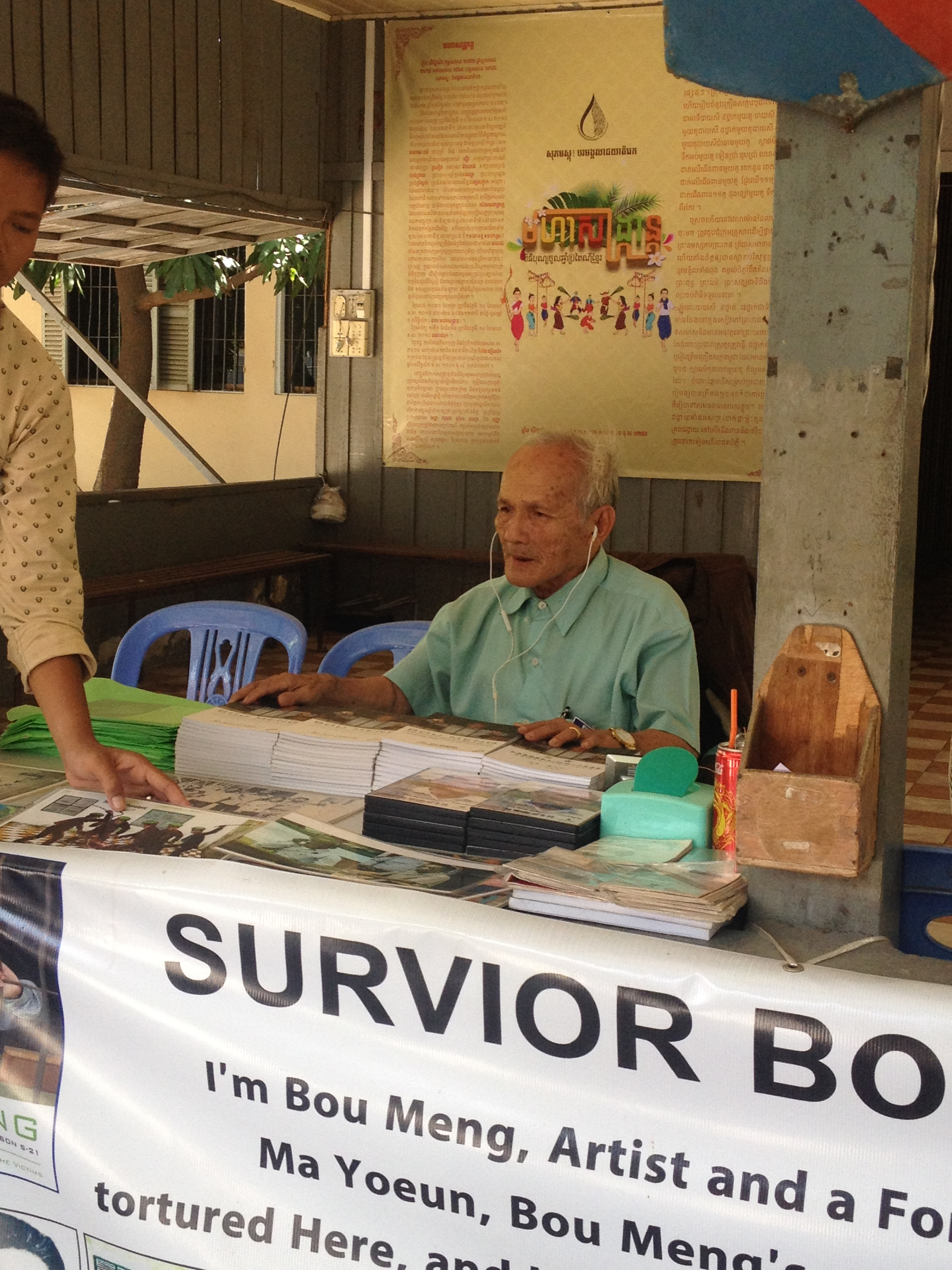
Bou Meng all'interno del museo del genocidio di Tuol Sleng

Nel 2002 si ipotizzò che Bou Meng fosse morto. A gennaio del 2002, il giornale cambogiano Phnom Penh Post scrisse che era morto alla fine degli anni '90, mentre il giornale cambogiano Searching for the truth scrisse che era "scomparso". Quando Bou Meng scoprì che gli altri credevano fosse morto, si recò di nuovo a S-21 (che nel frattempo era stato trasformato in un museo).

## Biografia

### Primi anni
Bou Meng nacque nel 1941 in una famiglia di contadini. Suo padre si chiamava Bou Hak, mentre sua madre Lay Kat; la famiglia viveva lungo il fiume Mekong, nei pressi di Kampong Cham. Come accadeva spesso all'epoca, molti cambogiani non avevano un certificato di nascita e spesso non conoscevano la loro esatta data di nascita. La sua famiglia era povera, ma le loro condizioni non erano diverse da quella delle altre famiglie cambogiane. All'epoca la Cambogia era sotto il protettorato francese e la Francia aveva imposto tasse gravose ai cambogiani. Questo, insieme alla mancanza di terra da coltivare, peggiorò le condizioni dei cambogiani. Un altro problema era la mancanza di ospedali nella regione in cui Bou Meng viveva. Se qualcuno si ammalava, bisognava portarlo all'ospedale del distretto.
Bou Meng studiò dai monaci presso la pagoda Kor, dal momento che all'epoca vi era carenza di scuole e insegnanti. Nella pagoda studiò letteratura cambogiana e matematica; e nella stessa pagoda cominciò ad appassionarsi al disegno.
Nel 1956, all'età di 15 anni, Bou Meng diventò monaco per un breve periodo della sua vita. A quel tempo, quasi tutte le famiglie cambogiane avevano almeno un figlio monaco, e non era visto di buon occhio non avere un monaco nella propria famiglia. Nel frattempo, frequentava anche un negozio di quadri (chiamato La casa speciale della pittura), e in quel logo amava vedere come i quadri e i disegni venivano fatti. Nel negozio conobbe anche alcuni pittori. Un pittore cinese gli insegnò a realizzare quadri in bianco e nero con una sostanza nera derivata dal petrolio, mentre un altro pittore che aveva studiato all'Università Reale di Belle arti di Phnom Penh gli insegnò a realizzare "quadri di ogni genere".
Nel 1963 ritornò nella sua città natale Kampong Cham, dove iniziò a lavorare nei cineteatri come pittore. Il suo lavoro era realizzare le locandine per ogni film. Il lavoro gli fruttò presto lauti guadagni, e poco dopo si sposò con Ma Yoeun. Nel 1968 aprì anche un piccolo negozio di quadri nel distretto Chamkar Leu situato nella provincia di Kampong Cham.

### L'adesione alla rivoluzione
Il 18 marzo 1970 il principe Sihanouk fu deposto e Lon Nol assunse il controllo della Cambogia. Le città e le aree urbane erano controllate dalla Repubblica Khmer di Lon Nol, mentre le rimanenti aree erano sotto il controllo degli khmer rossi.
Poco dopo, un vecchio amico di Bou Meng di nome Nai e un uomo chiamato Chhon gli chiesero di prendere parte alla rivolouzione. Nai gli spiegò che si trattava di liberare il paese e il principe Sihanouk. Bou Meng era ancora indeciso sul da farsi, ma un giorno sentì alla radio il principe Sihanouk che da Pechino chiedeva al suo popolo di prendere parte alla rivoluzione. Dopo aver ascoltato quelle dichiarazioni, Bou Meng si decise a prendere parte alla rivoluzione e nel giugno del 1971 lasciò il suo villaggio con sua moglie e si recò nella giungla al fine di aiutare i rivoluzionari marxisti. Bou Meng aderì alla rivoluzione principalmente per riportare il principe Sihanouk sul trono. In quel periodo nella giungla, Bou Meng e sua moglie ebbero anche dei figli.
Il 17 aprile 1975 gli khmer rossi riuscirono a impossessarsi di Phnom Penh e del paese intero, e tutti festeggiarono all'interno del campo di rivoluzionari nella giungla in cui Bou Meng lavorava. Poco dopo fu chiesto a Bou Meng e alla sua famiglia di recarsi a Phnom Penh e, lungo il tragitto notarono molti abitanti della città dirigersi in direzione opposta. Molti erano tristi e alcuni bambini avevano perso i loro genitori. Bou Meng "trovava strane queste scene" e da allora cominciò a rendersi conto che era stato ingannato dalla rivoluzione. Quest'affermazione è ripetuta più volte all'interno del libro.

### Attività lavorative a Phnom Penh e reclusione in S-21
Una volta arrivato a Phnom Penh, a Bou Meng fu assegnato un lavoro presso l'Ufficio commerciale statale, mentre a sua moglie fu assegnato un lavoro in ospedale. Nel 1976 lui e sua moglie furono trasferiti in un altro posto cioè l'istituto tecnico Rassey Keo, mentre i loro bambini furono inviati in un centro per bambini.
Non molto tempo dopo, Bou Meng e sua moglie furono inviati alla cooperativa Ta-Lei, un centro di lavoro agricolo dove Bou Meng doveva lavorare "dall'alba fino al tramonto", il cibo non era abbastanza e perdeva peso di giorno in giorno. I due coniugi scoprirono anche che la cooperativa Ta-Lei era una specie di centro di detenzione per capitalisti e traditori e questo lo scioccò. Non capivano quale errore avessero commesso. Bou Meng aveva anche notato che all'interno di Ta-Lei le persone gradualmente scomparivano e ogni giorno arrivavano nuove persone. Il 16 agosto 1977 due ragazzi che non aveva mai visto prima dissero a Bou Meng che gli era stata assegnata la posizione di insegnante alla Scuola di Belle arti di Phnom Penh e lui ne era molto felice. Ma, dopo essere partiti, notarono che quella non era la strada per la Scuola di Belle arti. Erano stati portati in un centro di detenzione, un edificio circondato da filo spinato (S-21). Bou Meng disse loro che non aveva fatto niente di sbagliato, ma la guardia rispose loro gridando che Angkar non sbaglia mai. Bou Meng ha descritto S-21 come "un inferno sulla terra" (norauk lok kei).

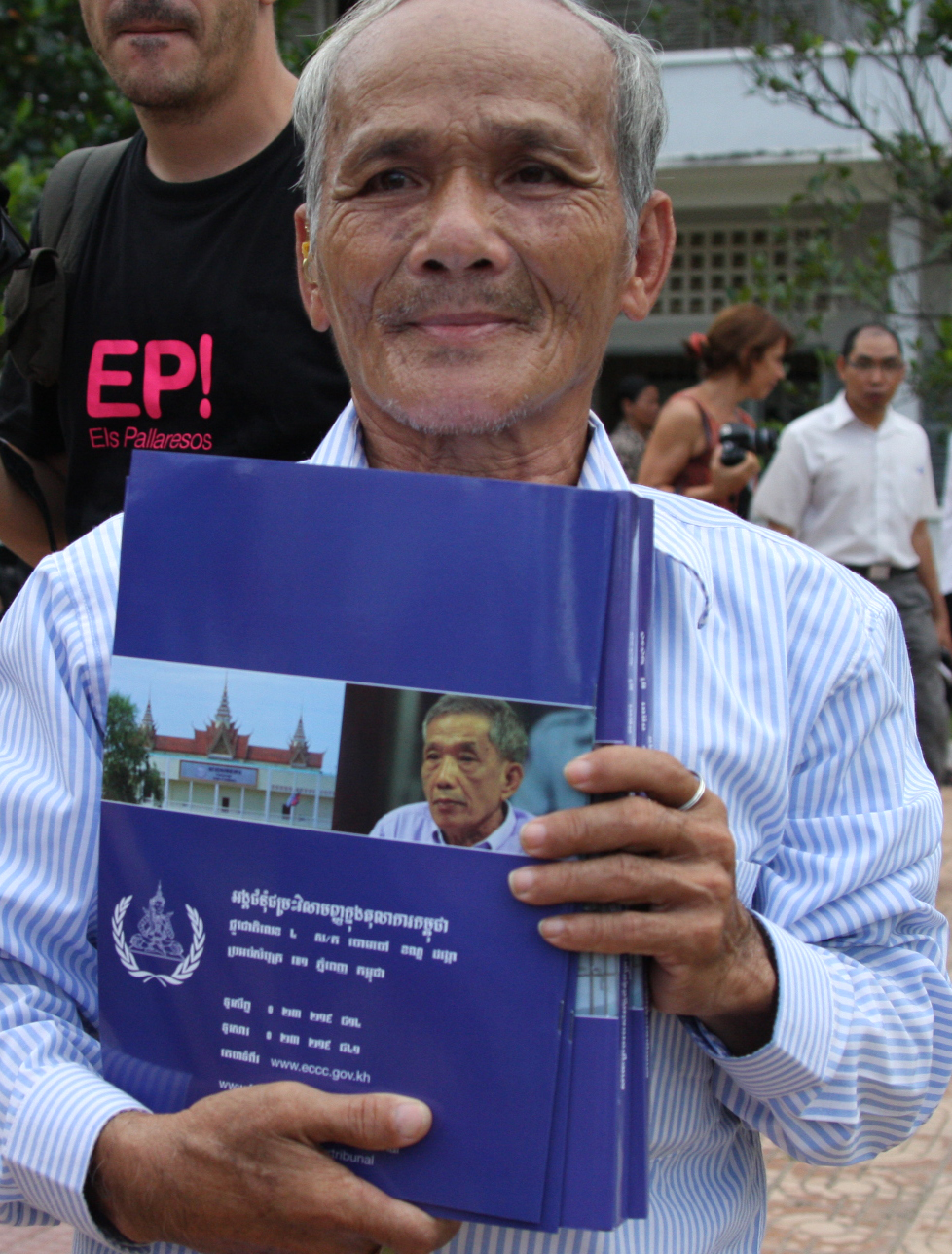
Bou Meng con in mano una copia del verdetto su Duch

### Torture
Bou Meng fu interrogato e torturato per settimane con scariche elettriche, frustate con canne di bambù, pressioni sulle sue ferite, ecc. Bou Meng una volta rammentò che "fui torturato come un animale" e "la mia vita era peggiore di quella di un animale". Bou Meng rispose che era innocente e che non aveva fatto niente di male, ma le guardie continuarono a torturarlo e a chiedergli dove aveva avuto legami con la CIA, il KGB e i vietnamiti. Bou Meng all'epoca non sapeva neanche che cosa fossero la CIA e il KGB. Alla fine dovette inventare una confessione nella speranza che le torture sarebbero terminate. Disse di essere entrato a far parte nella CIA nella pagoda coi monaci e che gli era stato chiesto di entrare nella CIA da un ragazzo. Le guardie gli chiesero anche della rete della CIA nella giungla, e lui dovette fornire i nomi di 20 persone che aveva conosciuto in quel periodo.

### Il disegno di quadri propagandistici in S-21
Alcune settimane dopo l'inizio del suo interrogatorio, due giovani visitarono le celle al fine di trovare un prigioniero che sapesse disegnare ritratti e quadri. Bou Meng rispose affermativamente ma fu avvisato che sarebbe stato ucciso qualora l'immagine non fosse stata come una fotografia.
Allora Bou Meng fu portato alla clinica della prigione al fine di curare le sue ferite, e conobbe il capo Duch. Il trattamento a lui riservato cambiò completamente una volta che gli fu affidato l'incarico di disegnatore. Bou Meng doveva disegnare ritratti di Pol Pot, Marx e altre immagini propagandistiche. Egli disse: "Grazie alle mie capacità artistiche, adesso ero trattato meno crudelmente". Era anche insieme ad altri prigionieri che avevano ricevuto un trattamento speciale per le loro capacità, e uno di questi era Vann Nath.

### Allontanamento da S-21
I vietnamiti nel frattempo si avvicinavano e il 7 gennaio 1979 (il giorno in cui i vietnamiti riuscirono a prendere Phnom Penh durante la guerra cambogiano-vietnamita) fu ordinato a Bou Meng e ad altri prigionieri di mettersi in fila e camminare verso l'uscita di S-21. Bou era impaurito, credeva che il suo ultimo giorno fosse arrivato. Fu ordinato loro di camminare in direzione ovest. La fila di prigionieri passò anche da Choeung Ek (l'area dei Killing Fields di Phnom Penh), dove sentirono "una puzza di qualcosa di simile ad animali morti nella brezza notturna". A un certo punto, sentirono i carri armati dell'esercito vietnamita avvicinarsi sempre più e quattro guardie si diedero alla fuga. Anche i prigionieri riuscirono a fuggire, e, tra questi, Bou Meng, il quale si diresse a nord con un suo amico. Bou Meng vide molte persone uccise durante il suo tragitto. Trovavano corpi per terra dovunque, e presero vestiti da alcuni di questi corpi dopo averli lavati, mangiando qualunque cosa trovassero, come ad esempio frutta e radici, ecc.
Nel 1981 Ung Pech, un ex-prigioniero di S-21 (uno dei soli sette sopravvissuti adulti di S-21) che era diventato direttore del museo del genocidio di Tuol Sleng, chiese a Bou Meng di ritornare a S-21. Bou Meng non aveva mai avuto intenzione di ritornare in quel posto spaventoso, ma la considerava un'opportunità di raccontare la paura e le sofferenze che aveva patito e far conoscere la sua storia ai cambogiani e al mondo intero.